# Накаи, Карлос
Рэймонд Карлос Накаи (англ. Raymond Carlos Nakai) — индейский флейтист.

## Биография
Родился в семье навахо / юта. В детстве подарили небольшую флейту, сделанную из кедра. Выпустил свой первый альбом Changes в 1983 году. Два его альбома Canyon Trilogy и Earth Spirit получили золотой статус.

## Творчество
Карлос Накай познакомил мир с индейской флейтой. Выступает совместно как в ансамблях с другими музыкантами так и с симфоническими оркестрами.

## Награды
- Arizona Governor’s Arts Award, 1992
- Включен в зал славы Arizona Music & Entertainment, 2005

## Дискография
- Changes, 1983.
- Cycles, 1985.
- Journeys, 1986.
- Earth Spirit, 1987.
- Canyon Trilogy, 1989.
- Emergence, 1992.
- Island of Bows, 1994.
- Mythic Dreamer, 1998.
- Inner Voices, 1999.
- Enter >> Tribal, 2001.
- Fourth World, 2002.
- Sanctuary, 2003.
- In Beauty, We Return, 2004.
- Talisman, 2008.

## Книги
- The Art of the Native American Flute, 1996. совместно с James Demars, Ken Light и David P. McAllester